# Pavel Orosius
Paulus Orosius byl galský křesťanský kněz, historik a teolog. Narodil se asi v roce 375, zemřel někdy po roce 418. Narodil se zřejmě ve městě Bracara Augusta (dnešní Braga). Byl žákem svatého Augustina, úzce spolupracoval též se svatým Jeronýmem. Napsal tři knihy, nejoceňovanější je Historiarum Adversum Paganos Libri VII, kde se pokusil vyprávět dějiny světa od biblického Adama. Jde o první dějiny světa napsané křesťanem. Orosius se v knize snažil vyvrátit pohanské argumenty, že pád Římské říše způsobilo přijetí křesťanství. Historickou hodnotu mají ovšem jen pasáže popisující období po roce 378. Dílo kolovalo i pod názvy jako Hormesta, Ormesta nebo Ormista a stalo se v křesťanském světě velmi populární. Do staroangličtiny ho přeložil anglický král Alfréd Veliký. Další dvě Orosiova díla nesla tituly Commonitorium de errore Priscillianistarum et Origenistarum  a Liber apologeticus de arbitrii libertate, reagoval v nich kriticky na křesťanská učení priscillianismus, origenismus a pelagianismus. Na koncilu v Jeruzalémě se Orosius neúspěšně pokusil Pelagia obvinit z kacířství. Podle historika Gennadia z Massilie přivezl z Jeruzaléma do Evropy relikvie svatého Štěpána.